# Alice Cooper
Alice Cooper (tên khai sinh Vincent Damon Furnier; sinh ngày 4 tháng 2 năm 1948) 
là một ca sĩ, nhạc sĩ, nhạc sĩ và diễn viên không chuyên người Mỹ có sự nghiệp kéo dài năm thập kỷ. Lưu diễn với một chương trình sân khấu có máy chém, ghế điện, máu giả, trăn khổng lồ, búp bê em bé, và đấu kiếm, Cooper được người hâm mộ và các đồng nghiệp mệnh danh là "Bố già của Shock Rock"; ông đã lấy ý tưởng từ phim kinh dị, tạp kỹ, và garage rock để đi tiên phong tạo ra một thương hiệu rock rùng rợn trên sân khấu để gây sốc cho các khán giả.

## Sự nghiệp âm nhạc
- Pretties for You (1969)
- Easy Action (1970)
- Love It to Death (1971)
- Killer (1971)
- School's Out (1972)
- Billion Dollar Babies (1973)
- Muscle of Love (1973)
- Welcome to My Nightmare (1975)
- Alice Cooper Goes to Hell (1976)
- Lace and Whiskey (1977)
- From the Inside (1978)
- Flush the Fashion (1980)
- Special Forces (1981)
- Zipper Catches Skin (1982)
- DaDa (1983)
- Constrictor (1986)
- Raise Your Fist and Yell (1987)
- Trash (1989)
- Hey Stoopid (1991)
- The Last Temptation (1994)
- Brutal Planet (2000)
- Dragontown (2001)
- The Eyes of Alice Cooper (2003)
- Dirty Diamonds (2005)
- Along Came a Spider (2008)
- Welcome 2 My Nightmare (2011)
- Paranormal (2017)
- Detroit Stories (2021)
- Road (2023)

## Giải thưởng và đề cử
Giải Grammy
| Năm  | Nominated work                  | Giải                        | Kết quả |
| ---- | ------------------------------- | --------------------------- | ------- |
| 1984 | Alice Cooper: The Nightmare     | Best Music Video, Long Form | Đề cử   |
| 1997 | Hands of Death (Burn Baby Burn) | Best Metal Performance      | Đề cử   |

## Sự nghiệp điện ảnh
- Diary of a Mad Housewife – 1970
- Roadie – 1980
- Monster Dog - 1984
- Prince of Darkness – 1987
- Freddy's Dead: The Final Nightmare - 1991
- Wayne's World – 1992
- Suck – 2009
- Dark Shadows – 2012
- Bigfoot – 2012
- Skum Rocks! – 2013
- Super Duper Alice Cooper – 2014

## Sách tham khảo
- Alice Cooper, Steven Gaines (1976). Me, Alice: The Autobiography of Alice Cooper. Putnam. ISBN 0-399-11535-8.
- Jeffrey Morgan (1999). Alcohol and Razor Blades, Poison and Needles: The Glorious Wretched Excess of Alice Cooper, All-American. (Reproduced on the Alice Cooper official website tại Wayback Machine (lưu trữ ngày 15 tháng 2 năm 2002)). {{Chú thích sách}}: Liên kết ngoài trong |publisher= (trợ giúp)
- Alice Cooper, Keith Zimmerman (2007). Alice Cooper, Golf Monster: A Rock 'n' Roller's 12 Steps to Becoming a Golf Addict. Crown Publishers. ISBN 0-307-38265-6.
- Bob Greene (1974). Billion Dollar Baby. Simon & Schuster. ISBN 978-0-689-10616-3.
- Wolfgang Heilemann, Sabine Thomas (2005). Alice Cooper: Live on Tour, Studio, Backstage. Schwarzkopf & Schwarzkopf. ISBN 3-89602-651-8.
- Michael Bruce, Billy James (2000). No More Mr. Nice Guy: The Inside Story of the Original Alice Cooper Group. SAF Publishing Ltd. ISBN 0-946719-32-2.
- This Day in Rock Cooper accident Lưu trữ ngày 3 tháng 6 năm 2013 tại Wayback Machine